# Ministerio del Poder Popular para la Mujer y la Igualdad de Género (Venezuela)
El Ministerio del Poder Popular para la Mujer y la Igualdad de Género (MinMujer) de Venezuela fue creado por el entonces presidente Hugo Chávez vía decretos Nº 6.663 y Nº 6.665, y formalizado en la Gaceta Oficial Nº 39.156 del 13 de abril de 2009. Es uno de los organismos que conforman el gabinete ejecutivo del Gobierno Venezolano.

## Historia
Fue creado el día 02 de abril  de 2009, a través  del  Decreto  Presidencial Nº 6.663, publicado el 13 de abril de ese mismo año en Gaceta Oficial  Nº  39.156.  Esta  iniciativa  fue  precedida  un  año  antes  por  la  creación  del Despacho de la Ministra de Estado para Asuntos de la Mujer, María de Lourdes León Gibory.  
Lo anterior fue  la  materialización  institucional  de  las  luchas  sociales  de  las  mujeres  en Venezuela,  y  que  había  comenzado  a  gestarse  con  la  Ley  de  Igualdad  de  Oportunidades para la Mujer en 1993, la creación del Consejo Nacional de la Mujer  (1993),  el  posterior  surgimiento  del  Instituto  Nacional  de  la  Mujer (InaMujer) en 1999, del Banco de Desarrollo de la Mujer, C.A. (BanMujer) en 2001,  y  la  aparición  de  la  Fundación  Misión  Madres  del  Barrio  “Josefa Joaquina Sánchez” en 2006. Anteriormente existió también el Ministerio de Familia, pero con la propuesta del presidente Hugo Chávez fue disuelto. 

## Misión
El Ministerio del Poder Popular para la Mujer y la Igualdad de Género es el órgano rector de las políticas públicas, planes, programas y proyectos del Estado Venezolano, que impulsa la participación de las mujeres en el poder popular y garantiza el ejercicio de sus derechos y la igualdad de género, establecidos en la Constitución de la República Bolivariana de Venezuela y el resto del ordenamiento jurídico vigente.

## Competencias
Según Gaceta Oficial Extraordinaria N° 6.173 de fecha 18 de febrero de 2015, Capítulo III, Sección II Del Número, Denominación y Competencia de cada Ministerio del Poder Popular. Decreto N° 1.612 sobre Organización General de la Administración Pública Nacional:

Artículo 51. Es de la competencia del Ministerio del Poder Popular para la Mujer y la Igualdad de Género lo relacionado a la erradicación de prácticas sociales tendentes a la exclusión, discriminación, explotación y violencia contra la mujer; así como las acciones tendentes a garantizar condiciones de igualdad y equidad de género.

## Objetivos
- Ejercer  la   rectoría,  diseñar,  planificar  y   coordinar  estrategias  y políticas públicas para la Mujer y la Igualdad de Género.
- Formular políticas y normas orientadas a promover la igualdad de oportunidades entre mujeres y hombres.
- Impulsar y contribuir al desarrollo de planes y programas que faciliten los procesos de emprendimiento social para erradicar la pobreza a través de una adecuada educación, protección, promoción familiar,procesos de integración, generación de empleos y el desarrollo de capacidades económicas para la competitividad.
- Establecer estrategias para la formación social igualitaria de mujeres y hombres.
- Articular  con otros organismos del estado venezolano  la formulación de planes, programas  y proyectos sociales sobre la defensa de los derechos de la mujer.
- Diseñar   estrategias   que   permitan   promover   la   soberanía   y protagonismo de las mujeres e igualdad paritaria de género a nivel nacional e internacional.
- Generar iniciativas y estrategias para la creación de mesas técnicas con organismos internacionales orientadas realizar encuentros de mujeres con perspectiva de género, etnia, cultura e ideología.
- Formular políticas, planes y programas para la erradicación de la discriminación y la violencia contra la mujer.

## Estructura
Decreto Presidencial, creación de los Despachos de Viceministros del Ministerio del Poder Popular para la Mujer y la Igualdad de Género, Decreto Nº 730, publicado en Gaceta oficial Nº 40.330 de fecha 9 de enero de 2014.
- Despacho de la Viceministra para la Protección Social de los Derechos de la Mujer.
- Despacho de la Viceministra de Igualdad de Género y de No Discriminación.
- Despacho de la Viceministra del Desarrollo Productivo de la Mujer.

### Entes adscritos
- Banco de desarrollo de la mujer (BANMUJER).[3]

- Centro Venezolano de Estudios de las Familias

- Instituto Nacional de la Mujer (INAMUJER).[4]

## Ministros Antecesores
| Ministros de la Familia |                         |             |                      |
| Orden                   | Nombre                  | Período     | Presidente           |
| 1                       | Senta Essenfeld         | 1989 - 1992 | Carlos Andrés Pérez  |
| 2                       | Mabely de León Ponte    | 1992        | Carlos Andrés Pérez  |
| 3                       | Teresa Albánez          | 1992 - 1993 | Carlos Andrés Pérez  |
| 1                       | Teresa Albánez          | 1993 - 1994 | Ramón José Velasquez |
| 1                       | Mercedes Pulido         | 1994 - 1996 | Rafael Caldera       |
| 2                       | Carlos Altimari Gásperi | 1996 - 1999 | Rafael Caldera       |

## Ministras de la Mujer
| Ministras de la Mujer y la Igualdad de Género |                      |               |                |
| Orden                                         | Nombre               | Período       | Presidente     |
| 1                                             | María León           | 2009 - 2010   | Hugo Chávez    |
| 2                                             | Nancy Pérez          | 2010 - 2013   | Hugo Chávez    |
| 3                                             | Andreína Tarazón     | 2013 - 2015   | Nicolás Maduro |
| 4                                             | Gladys Requena       | 2015 - 2016   | Nicolás Maduro |
| 5                                             | Blanca Eekhout       | 2016 - 2018   | Nicolás Maduro |
| 6                                             | Caryl Bertho         | 2018 - 2019   | Nicolás Maduro |
| 7                                             | Asia Villegas Poljak | 2019 - 2020   | Nicolás Maduro |
| 8                                             | Carolys Pérez        | 2020 - 2021   | Nicolás Maduro |
| 9                                             | Margaud Godoy        | 2021 - 2022   | Nicolás Maduro |
| 10                                            | Diva Guzmán León     | 2022-2024     | Nicolás Maduro |
| 11                                            | Dheliz Álvarez       | 2024          | Nicolás Maduro |
| 12                                            | Jhoanna Carrillo     | 2024-2025     | Nicolás Maduro |
| 13                                            | Yelitze Santaella    | 2025-presente | Nicolás Maduro |